# Parafia Najświętszego Imienia Maryi w Łodzi
Parafia pw. Najświętszego Imienia Maryi w Łodzi – parafia rzymskokatolicka znajdująca się w archidiecezji łódzkiej w dekanacie Łódź-Retkinia-Ruda.
Erygowana w 1992. Mieści się przy ulicy Sopockiej. Kościół parafialny wybudowany w latach 2000–2003.